# Memoriał Edwarda Jancarza 2016
Memoriał Edwarda Jancarza 2016 – 13. edycja turnieju żużlowego, który miał na celu uczczenie pamięci Edwarda Jancarza, który zginął tragicznie w 1992 roku, odbyła się 3 kwietnia 2016 roku w Gorzowie Wielkopolskim. Turniej wygrał Patryk Dudek.

## Wyniki
- Gorzów Wielkopolski, 3 kwietnia 2016
- NCD: Bartosz Zmarzlik – 59,44 w wyścigu 3
- Sędzia: Jerzy Najwer

| Msc. | Zawodnik               | Klub         | Pkt    |             |  |
| ---- | ---------------------- | ------------ | ------ | ----------- |  |
| 1    | Patryk Dudek           | Zielona Góra | 13+3+3 | (2,2,3,3,3) |  |
| 2    | Bartosz Zmarzlik       | Gorzów Wlkp. | 12+3+2 | (3,w,3,3,3) |  |
| 3    | Matej Žagar            | Gorzów Wlkp. | 7+2+1  | (1,1,2,0,3) |  |
| 4    | Martin Vaculík         | Toruń        | 12+2+0 | (3,3,1,3,2) |  |
| 5    | Paweł Przedpełski      | Toruń        | 10+1   | (3,1,3,2,1) |  |
| 6    | Niels Kristian Iversen | Gorzów Wlkp. | 10+1   | (2,2,2,2,2) |  |
| 7    | Michael Jepsen Jensen  | Gorzów Wlkp. | 9+0    | (1,3,3,2,d) |  |
| 8    | Antonio Lindbäck       | Grudziądz    | 9+0    | (1,3,2,1,2) |  |
| 9    | Krzysztof Kasprzak     | Gorzów Wlkp. | 6      | (3,0,0,1,2) |  |
| 10   | Piotr Pawlicki         | Leszno       | 6      | (2,0,1,3,0) |  |
| 11   | Maksym Drabik          | Wrocław      | 6      | (0,3,1,2,w) |  |
| 12   | Grzegorz Zengota       | Leszno       | 6      | (0,2,2,1,1) |  |
| 13   | Tomasz Gapiński        | Gorzów Wlkp. | 5      | (0,1,0,1,3) |  |
| 14   | Przemysław Pawlicki    | Gorzów Wlkp. | 4      | (2,1,0,0,1) |  |
| 15   | Peter Kildemand        | Leszno       | 4      | (1,2,1,w,-) |  |
| 16   | Adrian Cyfer           | Gorzów Wlkp. | 1      | (d,d,0,0,1) |  |
|      | rez. Kamil Nowacki     | Gorzów Wlkp. |        | (0)         |  |

Bieg po biegu
1. [59,99] Vaculík, Pi. Pawlicki, Kildemand, Drabik
2. [60,09] Kasprzak, Prz. Pawlicki, Zagar, Cyfer (d)
3. [59,44] Zmarzlik, Dudek, Lindbäck, Zengota
4. [59,85] Przedpełski, Iversen, Jensen, Gapiński
5. [60,02] Jensen, Kildemand, Zagar, Zmarzlik (u/w)
6. [60,22] Lindbäck, Iversen, Prz. Pawlicki, Pi. Pawlicki
7. [59,97] Vaculík, Zengota, Gapiński, Kasprzak
8. [60,40] Drabik, Dudek, Przedpełski, Cyfer (d)
9. [60,25] Przedpełski, Zengota, Kildemand, Prz. Pawlicki
10. [60,05] Dudek, Zagar, Pi. Pawlicki, Gapiński
11. [60,12] Zmarzlik, Iversen, Vaculík, Cyfer
12. [60,75] Jensen, Lindbäck, Drabik, Kasprzak
13. [60,12] Dudek, Iversen, Kasprzak, Kildemand (w)
14. [60,73] Pi. Pawlicki, Jensen, Zengota, Cyfer
15. [60,87] Vaculík, Przedpełski, Lindbäck, Zagar
16. [60,68] Zmarzlik, Drabik, Gapiński, Prz. Pawlicki
17. [60,93] Gapiński, Lindbäck, Cyfer, Nowacki
18. [60,81] Zmarzlik, Kasprzak, Przedpełski, Pi. Pawlicki
19. [60,97] Dudek, Vaculík, Prz. Pawlicki, Jensen (d)
20. [61,02] Zagar, Iversen, Zengota, Drabik (u/w)

### Półfinały
1. [61,05] Dudek, Zagar, Przedpełski, Jensen
2. [60,98] Zmarzlik, Vaculík, Iversen, Lindbäck

### Finał
1. [61,00] Dudek, Zmarzlik, Zagar, Vaculík